# Gretel Ammann
Margarita Ammann Martínez, conocida como Gretel Ammann (San Sebastián, 17 de enero de 1947–Barcelona, 2 de mayo de 2000) fue una filósofa, ensayista, activista, feminista radical y lesbiana separatista. Fue pionera del feminismo en Barcelona.

## Biografía
Margarita Ammann Martínez nació en San Sebastián, de madre vasca y padre austríaco, fugitivo de la Alemania nazi. Cuando tenía dos años la familia se trasladó a Barcelona, ciudad en la que vivió hasta el final de su vida. Desde pequeña se instruyó en diferentes disciplinas artísticas, en la escritura, el dibujo, la fotografía y la música. Estudió bachillerato y primaria en la escuela alemana de Barcelona, donde creó su primera revista, muy crítica con la política del centro, por lo que fue invitada a abandonarlo.
Cursó Filosofía y Letras en la Universidad de Barcelona, y ya en el primer curso, organizó una lectura pública de poemas en la que ella misma participó con sus poesía y acompañando el recital a la guitarra con música compuesta por ella. También creó una revista de estudiantes.
En 1971 se fue a vivir durante un año a París, allí estudió en la Sorbona y aprendió francés. Tenía mucha facilidad para aprender idiomas, llegando a hablar correctamente cinco. De regreso a Barcelona trabajó en diversas escuelas y academias antes de entrar en la Escola Tramuntana, en el barrio del Carmel.

## Activismo
Su implicación con las familias obreras la llevó a instalarse en el mismo barrio en el que trabajaba, el Carmel, y a involucrarse en las reivindicaciones vecinales y las de la escuela. Militante en diferentes partidos y colectivos, en los que trabajó desde la clandestinidad, en 1976 se afilió al Movimiento Comunista de Cataluña. Era una mujer comprometida e inquieta, que participó activamente en los movimientos a favor de la paz y el desarme, de la ecología y de los derechos humanos.
Fue, ante todo, activista del movimiento feminista y defensora de los derechos de las mujeres. Encabezó las reivindicaciones de las lesbianas tanto en Cataluña como en el resto del estado español.

## Feminismo
Mujer polifacética y de mucha energía, durante toda su vida combinó la militancia y el activismo con su vertiente artística. Desde muy joven participó en la creación y promoción de grupos de mujeres y publicaciones, la mayoría financiados con su propio dinero. 
En 1976 participó en las primeras Jornadas Catalanas de la Mujer. En 1978 creó el primer grupo musical de mujeres. En 1979 presentó en las II Jornadas Estatales sobre la Mujer en Granada su trabajo Feminismo de la diferencia, que sirvió de punto de partida para la larga discusión de los feminismos en todo el estado español que tendría lugar los años siguientes.
En 1980 abrió, junto a tres compañeras, la primera Casa de la Dona en la calle Cardenal Casanyes de Barcelona. A partir de esta fecha inició una intensa militancia feminista. Ideológicamente, se definía como feminista radical y lesbiana separatista. Tradujo y publicó el Manifiesto SCUM de Valerie Solanas, y participó en la versión española del libro Nuestros cuerpos, nuestras vidas del Colectivo de mujeres de Boston (ed. Icaria). En 1981 creó la revista Amazonas, publicación exclusiva de creación lesbiana,  y participó en el primer programa de televisión sobre lesbianismo emitido por una Televisión pública para todo el Estado. 
En 1984 fundó el Centro de Estudios de la Mujer “El Centro”, asociación sin ánimo de lucro de la que surgirían diversas entidades y proyectos. En este espacio se desarrolló su etapa más fructífera, participando y creando diferentes iniciativas de mujeres, como la Asamblea de Feministas Independientes de Barcelona, la Asociación Cultural de mujeres La Nostra Illa, Grupo Gram Teatro de mujeres, la primera Escuela feminista de verano y la Red de Amazonas que organizó en 1987 la Primera Semana de Lesbianas de Barcelona, con participación europea.

## Obra
En 1989 creó la revista Laberint, en cuya cabecera decía: “Esta revista pretende abrir un debate desde el Feminismo Radical y el Lesbianismo Separatista. Para ello aporta reflexiones, discusión creaciones e información”. Se editaron 36 números, el último de ellos en 1999.
Intervino en todas las reivindicaciones de espacios de mujeres, como Ca la dona y el Centro de Cultura de mujeres Francesca Bonmaison y en el nacimiento de la Xarxa Feminista de Catalunya.
La mayor parte de su trabajo lo desarrolló en ponencias en congresos, encuentros, jornadas, reuniones y asambleas, y no ha sido publicado. O se ha publicado en lo que se llama Literatura gris, que no utiliza los canales habituales de producción y distribución. A su muerte en el año 2000 la Xarxa Feminista publicó un libro recopilatorio de algunos de sus textos, con el título Escritos. Su archivo de documentación feminista fue donado al Centro de documentación de Ca la Dona, por su compañera de los últimos 18 años, Dolors Majoral.